# Lasers de Kanata
Les Lasers de Kanata, anciennement Stallions de Kanata (jusqu'en 2014)  sont une équipe de hockey sur glace de la Ligue centrale de hockey junior A. L'équipe est basée à Ottawa dans la province de l'Ontario au Canada.

## Historique
L'équipe est créée en 1987. Le Lasers de Kanata Valley a commencé à jouer dans la Ligue centrale de hockey junior A en 1987-1988 lorsqu'une concession d'expansion a été accordée à Ottawa, en Ontario, qui était alors une banlieue distincte d'Ottawa. Au cours de ses 15 premières années comme Lasers de Kanata Valley, l'équipe n'a jamais manqué les séries éliminatoires, si le même entraîneur-chef, Archie Mulligan, avait remporté deux championnats Art Bogart Cup en 1992 et 1997 avait remporté la coupe Fred Page en 1997.
En mai 2002, le Kanata Sports Club a vendu les Lasers de Kanata Valley à Dynasty Flooring Inc. La nouvelle propriété a remis à neuf l'équipe, l'a rebaptisée Stallions de Kanata et a déménagé de l'aréna Jack Charron au Kanata Recreation Centre. À ce jour, les Stallions n'ont pas encore terminé dans le haut 5 et font les finales de la LCHJ. En fait, lors des séries éliminatoires de 2004, les Stallions ont bouleversé les Grads de Cumberland en sept matchs pour se qualifier pour les demi-finales, mais ont perdu contre les Raiders de Nepean en six matchs. C'était la seule fois à ce jour que les Stallions ont dépassé le premier tour des séries éliminatoires. Les Stallions ont manqué les séries éliminatoires plusieurs fois au cours des dernières années.

## Saison-par-Saison
| Saison    | PJ | V  | D  | N  | DP | BP  | BC  | Pts | Résultats   | Séries Éliminatoires            |
| 1987-1988 | 56 | 29 | 24 | 3  | -  | 260 | 280 | 61  | 5e CJHL     |                                 |
| 1988-1989 | 56 | 31 | 24 | 1  | 0  | 263 | 200 | 63  | 5e CJHL     |                                 |
| 1989-1990 | 56 | 37 | 14 | 2  | 3  | 305 | 211 | 79  | 3e CJHL     |                                 |
| 1990-1991 | 53 | 36 | 14 | 1  | 2  | 281 | 213 | 75  | 2e CJHL     |                                 |
| 1991-1992 | 57 | 43 | 7  | 0  | 7  | 363 | 219 | 93  | 2e CJHL     | Remporte la Ligue               |
| 1992-1993 | 57 | 34 | 16 | 4  | 3  | 347 | 227 | 75  | 2e CJHL     |                                 |
| 1993-1994 | 57 | 33 | 15 | 5  | 4  | 304 | 259 | 75  | 2e CJHL     |                                 |
| 1994-1995 | 54 | 23 | 20 | 7  | 4  | 221 | 229 | 57  | 7e CJHL     |                                 |
| 1995-1996 | 54 | 22 | 27 | 5  | 0  | 247 | 280 | 49  | 3e Yzerman  |                                 |
| 1996-1997 | 54 | 42 | 9  | 3  | 0  | 261 | 170 | 87  | 1e Robinson | Remporte la Ligue, gagne la CFP |
| 1997-1998 | 56 | 25 | 18 | 10 | 3  | 255 | 220 | 63  | 3e Robinson |                                 |
| 1998-1999 | 54 | 30 | 17 | 7  | 0  | 254 | 229 | 67  | 2e Yzerman  |                                 |
| 1999-2000 | 56 | 25 | 25 | 6  | 0  | 228 | 229 | 56  | 3e Yzerman  |                                 |
| 2000-2001 | 55 | 32 | 18 | 5  | 0  | 223 | 191 | 72  | 2e Yzerman  |                                 |
| 2001-2002 | 55 | 26 | 21 | 11 | 0  | 205 | 208 | 63  | 3e Yzerman  |                                 |
| 2002-2003 | 55 | 18 | 28 | 9  | 4  | 216 | 253 | 49  | 3e Yzerman  |                                 |
| 2003-2004 | 55 | 21 | 25 | 9  | 0  | 205 | 234 | 51  | 3e Yzerman  |                                 |
| 2004-2005 | 57 | 16 | 28 | 6  | 7  | 174 | 222 | 45  | 3e Yzerman  |                                 |
| 2005-2006 | 57 | 26 | 24 | 3  | 4  | 236 | 233 | 59  | 5e Yzerman  | DNQ                             |
| 2006-2007 | 55 | 22 | 22 | 9  | 2  | 161 | 158 | 55  | 5e Yzerman  | Défaite en Quart-de-Finale      |
| 2007-2008 | 60 | 22 | 32 | 3  | 3  | 185 | 231 | 50  | 8e CJHL     |                                 |
| 2008-2009 | 60 | 26 | 27 | -  | 7  | 204 | 235 | 59  | 9e CJHL     |                                 |

## Palmarès
- Coupe Bogart : 1992, 1997
- Coupe Fred Page : 1997